# Philaenus impictifrons
Philaenus impictifrons är en insektsart som beskrevs av Géza Horváth 1911. Philaenus impictifrons ingår i släktet Philaenus och familjen spottstritar. Inga underarter finns listade i Catalogue of Life.